# República de Bosnia y Herzegovina
La República de Bosnia y Herzegovina (en bosnio, croata, serbio y serbocroata: Republika Bosna i Hercegovina o RBiH, transliterado al cirílico como «Република Босна и Херцеговина», РБиХ) es el predecesor directo del estado moderno de Bosnia y Herzegovina, que se constituyó en 1995 como república federal. 
Si bien la sucesión fue gradual, su existencia abarcó desde su declaración de independencia de la República Socialista Federal de Yugoslavia en 1992 hasta la plena aplicación de los Acuerdos de Dayton en 1998. La mayor parte de este período es el transcurrido durante la guerra de Bosnia, en la que cada uno de los dos otros grupos étnicos principales de Bosnia y Herzegovina (serbobosnios y bosniocroatas), establecieron sus propias entidades (la República Srpska y la República Croata de Herzeg-Bosnia, respectivamente), tras lo cual surgió esta república, que agrupaba a la mayoría de los bosníacos (musulmanes de Bosnia). Tras los acuerdos de paz de Washington de 1994, los bosníacos y los croatas se unieron para la formación de la Federación de Bosnia y Herzegovina, una entidad subestatal conjunta. En 1995, los acuerdos firmados en Dayton (Estados Unidos), unieron a la Federación de Bosnia y Herzegovina con la entidad serbia, la República Srpska en la República Federal de Bosnia y Herzegovina. La República de Bosnia y Herzegovina existió legalmente hasta que firmó conjuntamente el Anexo 4 del Acuerdo de Dayton, que contiene la constitución de Bosnia y Herzegovina el 14 de diciembre de 1995, pero los documentos oficiales revelan que el estado existió hasta finales de 1997 cuando la implementación del Acuerdo de Dayton se terminó y solo entonces entró en vigor por completo.

## Historia
Las elecciones parlamentarias de 1990 condujeron a una Asamblea Nacional dominada por tres partidos de base étnica, que habían formado una coalición para derrocar a los comunistas del poder. Las declaraciones de independencia de Eslovenia y Croacia, y sus respectivas guerras colocaron a Bosnia y Herzegovina y sus tres etnias constituyentes en una posición incómoda. Una fracción significativa pronto se pronunció a favor de mantenerse en la federación yugoslava (principalmente los serbios) o la demanda de la independencia (los bosnios y los croatas). Una declaración de soberanía en octubre de 1991 fue seguida de un referéndum para la independencia de Yugoslavia en febrero y marzo de 1992. El referéndum fue boicoteado por la mayoría de los serbios de Bosnia representativos políticos, así que, con una participación electoral del 64%, el 98% de los votantes lo hicieron a favor de la propuesta, declarando Bosnia y Herzegovina un estado independiente.

## Fuerzas armadas
La República tuvo también su propio ejército, el Ejército de la República de Bosnia y Herzegovina (ARBiH). Se formó en 1992, al iniciarse la guerra de Bosnia, compuesto por unidades del Ejército Popular Yugoslavo (JNA) fieles a la independencia bosnia y, principalmente, civiles unidos a la causa. Durante la guerra de Bosnia, unidades paramilitares (muyahidines) procedentes de países árabes prestaron su apoyo a este cuerpo. Fue popularmente conocido como la Armija.
Se disolvió tras la guerra para formar parte de las Fuerzas Armadas de Bosnia y Herzegovina.